# ليدي ديثسترايك
ليدي ديثسترايك هي شريرة خارقة في مارفل كومكس ظهرت لأول مرة في 1983.